# Vezio (nome)
Vezio  è un nome proprio di persona italiano maschile.

## Varianti
- Alterati: Vezzolo[1]
- Femminili: Vezia[2][3]

### Varianti in altre lingue
- Catalano: Veci[4]
- Latino: Vetius[1][4], Vettius[2], Vectius[2]
- Polacco: Wetiusz
- Spagnolo: Vecio[4]

## Origine e diffusione
Da una parte, può rappresentare un ipocoristico del nome Elvezio. Tuttavia questo nome può anche avere origini più lontane: alcune fonti lo riconducono al nome latino Vetius, basato su vetus ("anziano", "vecchio"), altre ad un altro nome latino, continua il nome latino Vettius o Vectius, di incerta interpretazione, risalente forse al verbo vehere ("trasportare").
Alla sua diffusione (comunque scarsa) ha contribuito, anche se solo in piccola parte, il culto verso il santo così chiamato.

## Onomastico
L'onomastico si può festeggiare il 2 giugno in memoria di san Vezio, detto "Epagato", martire a Lione con diversi altri compagni sotto Marco Aurelio.

## Persone
- Lucio Vezio, politico romano
- Vezio Crisafulli, giurista e costituzionalista italiano
- Vezio De Lucia, urbanista italiano
- Vezio Sacratini, hockeista su ghiaccio canadese naturalizzato italiano
- Vezio Scatone, politico e militare romano
- Tito Vezio Zapparoli, agronomo italiano